# ژوآو خوزه
ژوآو خوزه (به پرتغالی: João José) (زاده ۷ ژوئن ۱۹۷۸) بازیکن والیبال اهل پرتغال کاپیتان و عضو تیم ملی والیبال پرتغال و باشگاه اشتوتگارت فریدریشسهافن است.
خوزه در مسابقات قهرمانی جهان ۲۰۰۲ به عنوان بهترین مدافع روی تور و بهترین پشت خط زن انتخاب شد.
خوزه در مسابقات قهرمانی جهان ۲۰۰۲ به عنوان بهترین مدافع روی تور و بهترین پشت خط زن انتخاب شد.